# Protestas contra la guerra de Vietnam
Las protestas contra la guerra de Vietnam fueron una serie de movimientos y manifestaciones civiles ocurridas en diversos países alrededor del mundo, destacando sobre todo los Estados Unidos de América, durante la guerra de Vietnam. Las protestas comenzaron en 1963 y se extendieron a gran velocidad por todo Estados Unidos. Fue entonces cuando EE. UU, se polarizó entre los que abogaban por continuar la guerra y quienes deseaban la paz inmediata.
El movimiento vio la participación de estudiantes, madres de soldados, afroamericanos, hippies, educadores, religiosos, académicos, periodistas, abogados, médicos, militares veteranos y en general todas las facciones de la sociedad estadounidense de la época. Las formas de protesta fueron desde grandes manifestaciones pacíficas —destacando el 24 de abril de 1971, cuando más de 500 000 personas marcharon pacíficamente por Washington D. C. contra la guerra— a violentos disturbios callejeros.
Numerosos documentos robados por activistas al FBI durante la década de 1970 y otros desclasificados demuestran que el Gobierno de Estados Unidos, a través del FBI y otras agencias, espió, acosó y desestabilizó a un sinnúmero de organizaciones contrarias a la guerra —incluyendo a sus líderes, militantes destacados y grupos de simpatizantes—, asociaciones a favor de los derechos civiles y otras organizaciones y personas consideradas disidentes o comunistas.
Estos años de lucha y demanda social —los movimientos por los derechos civiles y las protestas antibelicistas muchas veces confluyeron y unieron fuerzas— vieron el nacimiento de una contracultura que ponía en cuestión el estilo de vida americano. El movimiento hippie fue el principal abanderado de este cambio social que propugnaba el libertarismo, el pacifismo y el amor libre. Estos grupos también incitaban a la gente a dejar de trabajar en las industrias bélicas, abandonar el consumismo y en consecuencia el modo en que las personas estructuraban su vida.

## Inicio y organización de las primeras protestas (1963)
How many roads must a man walk down. Before you call him a man.

How many times must the cannonballs fly. Before they are forever banned.

How many years can some people exist. Before they're allowed to be free.
How many times can a man turn his head. And pretend that he just doesn't see.

The answer, my friend, is blowing in the wind.
Cuántos caminos debe recorrer un hombre, antes de que le llames "hombre".

Cuántas veces deben volar las balas de cañón, antes de ser prohibidas para siempre.

Cuántos años pueden vivir algunos, antes de que se les permita ser libres.
Cuántas veces puede un hombre girar la cabeza, y fingir que simplemente no lo ha visto.

La respuesta, amigo mío, está flotando en el viento.
Fragmentos de Blowin' in the Wind, una de las más famosas canciones contra la guerra de Vietnam, Bob Dylan, 1963

Las acciones contra la guerra de Vietnam empezaron incluso antes del desembarco del primer soldado estadounidense en suelo vietnamita. Fue en 1963 cuando la Liga de Resistentes a la Guerra creó un comité de acción cuyo objetivo era protestar contra la persecución que el gobierno de Ngo Dinh Diem, de Vietnam del Sur, ejercía sobre la población budista. En 1963, Estados Unidos solo apoyaba —de manera oficial— con asesores al gobierno survietnamita. El 25 de julio se presentaron un grupo de piquetes en la casa del observador de la ONU para Vietnam del Sur, y en octubre una manifestación recibió a la mujer de Ngo Dinh Nhu en su visita a Nueva York.

## Cronología de las protestas durante los años de guerra

### Primeras protestas importantes (1964)

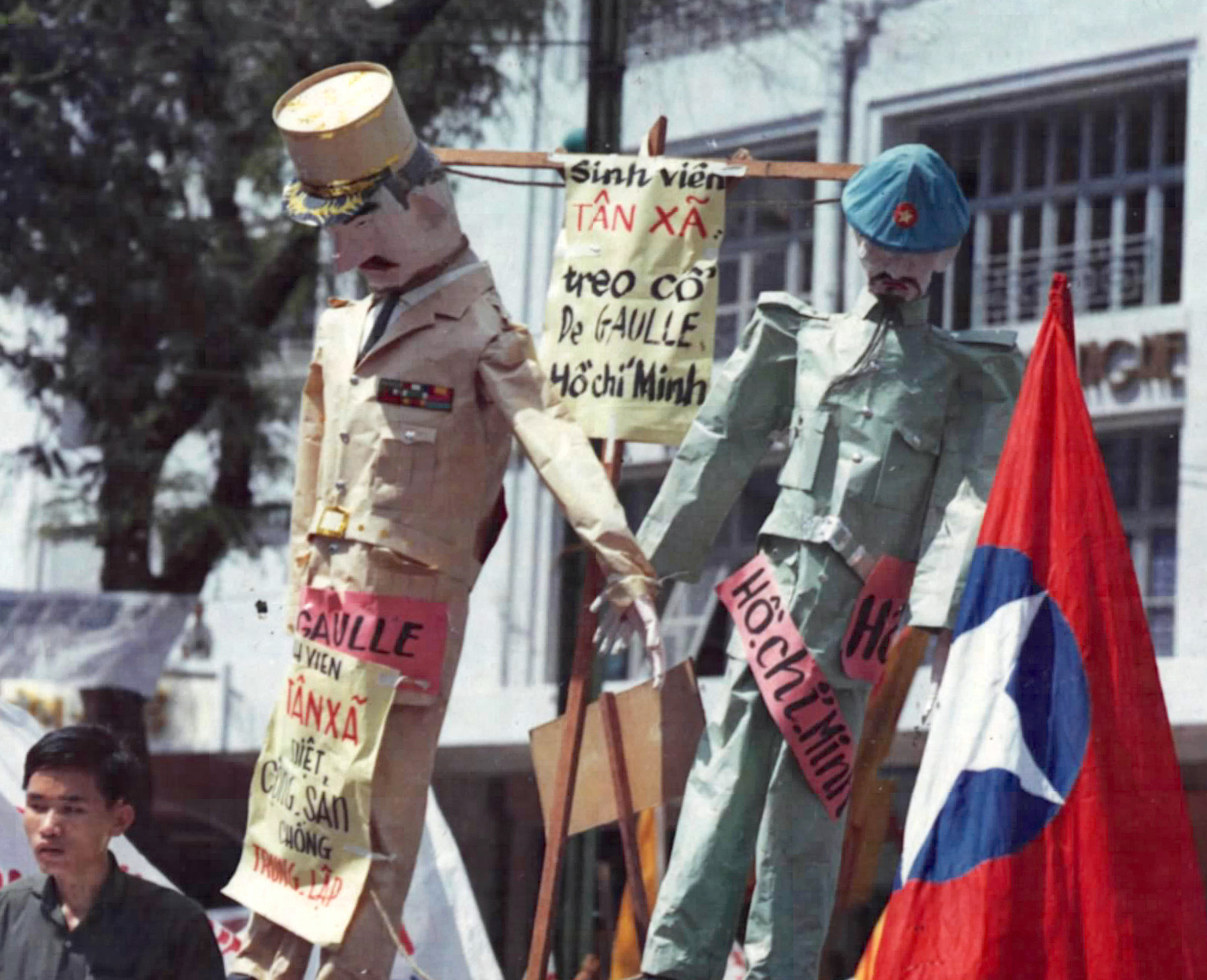
Charles de Gaulle y Ho Chi Minh son colgados en efigie durante la celebración del Día de la Vergüenza Nacional en Saigón, en julio de 1964, en conmemoración de los diez años de la firma de los Acuerdos de Ginebra de 1954

El 15 de octubre David Miller, un obrero católico, decidió quemar su cartilla militar en lugar de pronunciar un discurso. El acto recibió una publicidad tremenda, ya que era la primera cartilla que se quemaba tras la promulgación ese verano de una ley del Congreso que equiparaba la destrucción de una cartilla militar al grave delito de no ir a filas.
La primera acción destacable en 1964 ocurrió el 12 de mayo de 1964 cuando doce jóvenes en Nueva York quemaron públicamente sus tarjetas de reclutamiento como forma de protestar contra la guerra, emulando a Miller. En agosto de ese año se produjo el incidente del golfo de Tonkín, que dio lugar a la Resolución del Golfo de Tonkin, ley aprobada por el Congreso de Estados Unidos en la cual se daba carta blanca al presidente para actuar contra Vietnam del Norte. Posteriores investigaciones acerca del incidente consideran falsa la versión estadounidense, según la cual Vietnam del Norte había atacado en al menos dos ocasiones destructores estadounidenses. Hoy en día se considera que este ataque no existió, llegando algunos más lejos e involucrando a la CIA en el altercado, al poderse tratar de un montaje para justificar la guerra. Un informe desclasificado de la Agencia de Seguridad Nacional de Estados Unidos (NSA), concluyó que ese día Vietnam del Norte no lanzó ningún ataque.
La primera manifestación importante contra la guerra se produjo en Nueva York el 19 de diciembre de 1964. Unas 1500 personas marcharon por Nueva York a pesar de las temperaturas bajo cero, pudiendo escuchar los alegatos antibelicistas de personalidades como Norman Thomas, Philip Randolph o A.J Muste. Esta acción fue respaldada por la LRG, la CNVA, FOR, el SPU y el Partido Socialista de Estados Unidos. Ese mismo día unas 600 personas se manifestaron en San Francisco con la destacada presencia de Joan Baez. Manifestaciones semejantes se produjeron en Minneapolis, Miami, Austin, Sacramento, Filadelfia, Chicago, Washington, Boston y Cleveland. Las principales reivindicaciones fueron «un llamamiento a la consciencia americana», el alto el fuego inmediato y el fin de la intervención estadounidense en Vietnam.

### El año de Vietnam(1965)

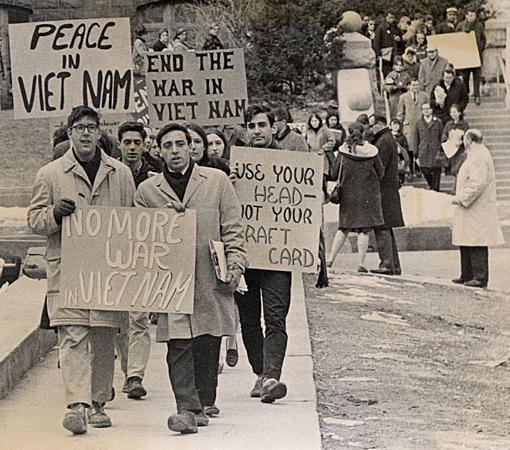
Protestas estudiantiles contra la guerra en 1965

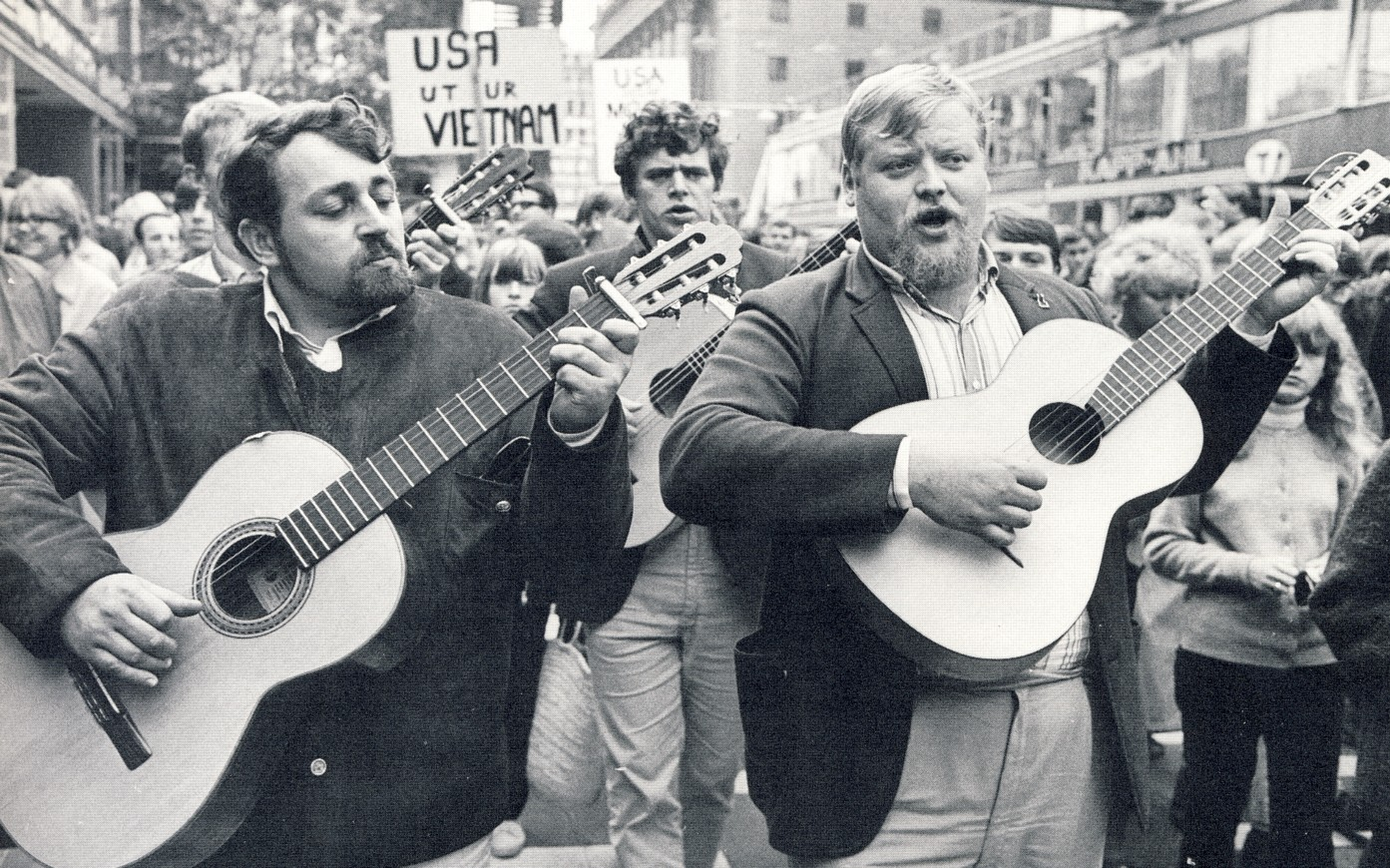
Manifestaciones en Estocolmo en 1965

El 29 de enero un grupo de profesores de la Universidad de Míchigan organizó una protesta que contó con la presencia de 2500 participantes, modelo que se repitió en 35 universidades por todo el país. En febrero, debido a la noticia del primer bombardeo estadounidense sobre Vietnam el día 7, se produjeron sentadas, pitadas y piquetes por todo el país; se recogieron firmas y se hizo un llamamiento que incitaba a la desobediencia civil. El grupo Pacifistas de Cincinnati organizó un comité contra los impuestos por la guerra de Vietnam, una forma de reivindicar la resistencia fiscal como medida de presión. Durante la guerra llegaron a funcionar más de 200 centros de resistencia fiscal en Estados Unidos. El 16 de marzo, Alice Herz, viuda de 82 años que había huido de Europa en los años del nazismo, se prendió fuego en el centro de la ciudad de Detroit. Murió 10 días después. 
El 17 de abril, diversas plataformas y organizaciones, entre las que se encontraban algunas participantes en el Movimiento por los derechos civiles, reunieron en Washington D.C a cerca de 25 000 manifestantes, en la que sería la primera gran marcha de muchas por el fin de la guerra en la capital. En mayo tuvieron lugar diversas acciones en la Universidad californiana de Berkeley, en las que participaron 30 000 personas, con la quema de cartillas militares e imágenes del presidente Lyndon Johnson. Ese mismo mes una encuesta publicada por Gallup mostró que el 48% de los estadounidenses tenía una opinión positiva sobre las acciones del gobierno en la guerra, en contraposición de un 28% que opinaba lo contrario; el 24% restante no expresó su opinión. Mayo también vio la primera manifestación fuera de Estados Unidos, en Londres, frente a la embajada estadounidense.
En agosto hubo nuevas protestas frente al Pentágono que se convirtieron en la mayores manifestaciones de desobediencia civil en la ciudad hasta la fecha —contando con la participación masiva de movimientos pacifistas y de derechos civiles—. Una marcha entre el monumento a Washington y el Capitolio finalizó con una sentada en la que fueron detenidas 350 personas. Al mismo tiempo activistas de Berkeley protagonizaron intentos de detener trenes dedicados al transporte de tropas destinadas a la guerra. A finales de mes se publicó una nueva encuesta que elevaba a un 24 % el número de estadounidenses que se oponían al envío de tropas —a favor se manifestó un 60 %—.
Entre el 15 y el 16 de octubre, cuando el movimiento contra la guerra se había ampliado considerablemente dentro y fuera de las fronteras de Estados Unidos, se convocaron protestas en hasta 80 ciudades de todo el mundo, incluyendo Roma, París o Londres. En Nueva York, el Comité de Pacifistas de la Quinta Avenida, coalición formada por liberales, pacifistas, comunistas, socialistas y todos los grupos opositores a la guerra, consiguió sacar a la calle a más de 50 000 manifestantes durante esas protestas, ya internacionales.
El 2 de noviembre, el pacifista Norman Morrison de 31 años de edad, se prendió fuego bajo la ventana del despacho del Secretario de Defensa, Robert McNamara, en el Pentágono, emulando la acción del monje vietnamita Thich Quang Đức en Vietnam del Sur. Una semana después, Roger La Porte, un joven activista del movimiento obrero católico de Nueva York se inmoló delante de la ONU. En cuanto a las protestas, el año finalizaría con una marcha en DC el 27 de noviembre a la que acudieron 30 000 personas; ese mismo día el presidente Johnson anunció una escalada en la participación militar de Estados Unidos en Indochina, elevando el contingente de soldados de 120 000 a 400 000.

### Protestas de 1966

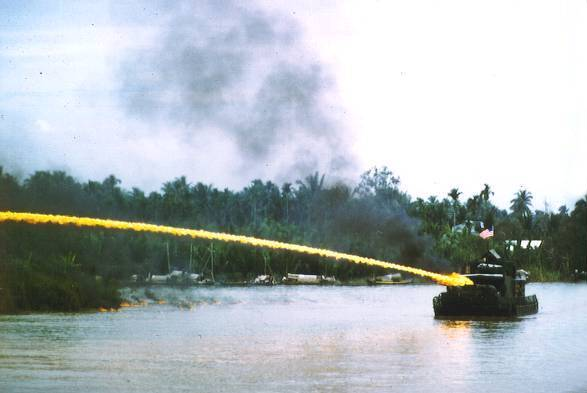
El uso de napalm y otros «excesos» estadounidenses contribuyeron a agravar las protestas

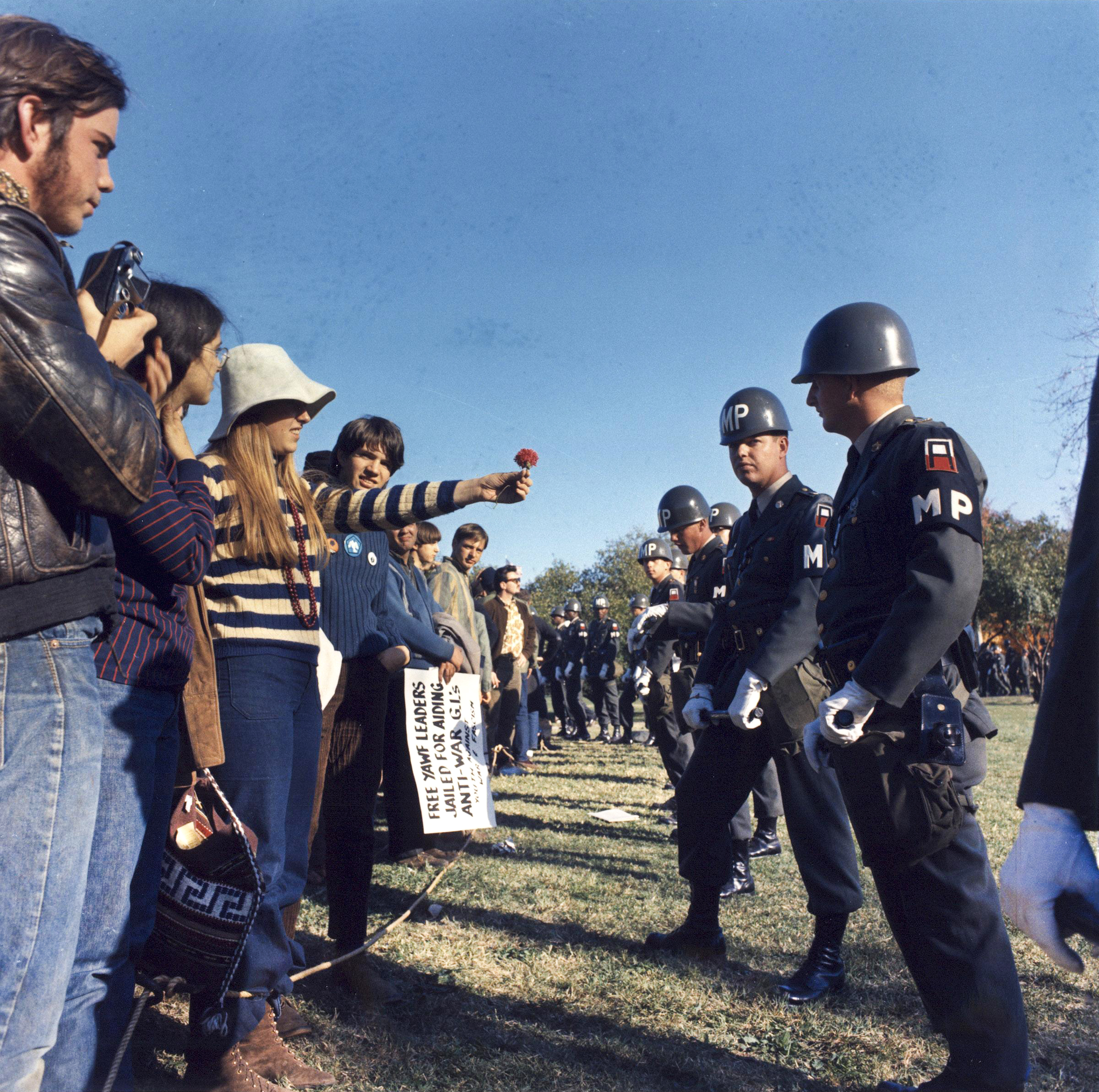
Célebre foto en la que una manifestante ofrece una flor a un guardia de la policía militar el 21 de octubre de 1967 frente al Pentágono

En febrero de 1966, cerca de 100 veteranos de guerra intentaron entrar en la Casa Blanca para devolver personalmente al presidente sus condecoraciones de guerra, pero fueron expulsados. El 26 de marzo tuvieron lugar manifestaciones por todo Estados Unidos y varias ciudades en el resto del mundo. La manifestación que marchó por Nueva York consiguió reunir a más de 20 000 personas. Nuevas encuestas en abril mostraron que los jóvenes de entre 21 y 29 años se oponían a la guerra en bloque —71% de los encuestados—.
El 15 de mayo, 10 000 personas pidieron el fin de la guerra frente a la Casa Blanca. El 3 de julio, las manifestaciones internacionales se repitieron con protestas en Londres que congregaron a 4000 personas y tuvieron un saldo de 33 detenidos. Joan Baez y Muste proclamaron la guerra fiscal en todo el país; 3000 personas se negaron a pagar sus impuestos para financiar la guerra en Vietnam. A mediados de ese año las encuestas mostraban una igualdad entre los que se oponían y apoyaban la guerra —37% y un 41% respectivamente.
Las huelgas, protestas y sentadas se extendieron por muchas universidades durante todo el año, destacando California. Tres soldados del ejército que se negaron a desplegarse en Vietnam, que serían conocidos como los Fort Hood Three, alegando la ilegalidad e inmoralidad de la guerra fueron condenados a prisión. El famoso campeón de boxeo de los pesos pesados Muhammad Ali se declaró objetor de conciencia y se negó a ir a la guerra; el gobernador de Illinois lo calificó como «repugnante» y el gobernador de Maine declaró que ese gesto era «un desprecio al patriotismo americano». Ali fue condenado a cinco años de prisión, condena que fue revocada tras la apelación; aun así fue despojado de su título de campeón y se le prohibió la práctica del boxeo profesional durante tres años.

### Protestas de 1967

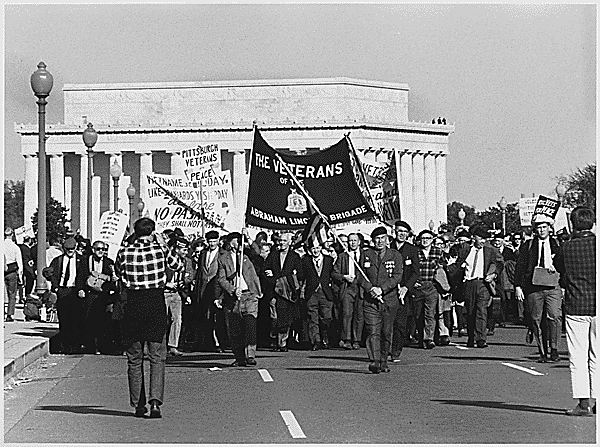
Columna de veteranos en las grandes manifestaciones del 21 de octubre de 1967 en Washington D.C, frente al Monumento a Lincoln. Los veteranos fotografiados en esta imagen fueron miembros del Batallón Abraham Lincoln, unidad militar de las Brigadas Internacionales que luchó en la guerra civil española en defensa de la República

El 14 de enero de 1967 entre 20 000 y 30 000 personas protagonizaron la célebre Human Be-In en el Golden Gate Park de la ciudad de San Francisco, cerca del barrio de Haight Ashbury, epicentro de la actividad hippie.
En febrero, 2500 miembros de la organización Women Strike for Peace marcharon al Pentágono y solicitaron una entrevista con el secretario de Defensa McNamara, quien les negó la reunión. El 8 de febrero en un peculiar acto, grupos cristianos opuestos a la guerra protagonizaron en todo el país un «día de ayuno por la paz». El 12 de marzo el New York Times publicó un manifiesto de tres páginas patrocinado por el Comité Interuniversitario y firmado por 6766 profesores de todo el país; 5 días más tarde una nueva manifestación protestó ante las puertas del Pentágono.

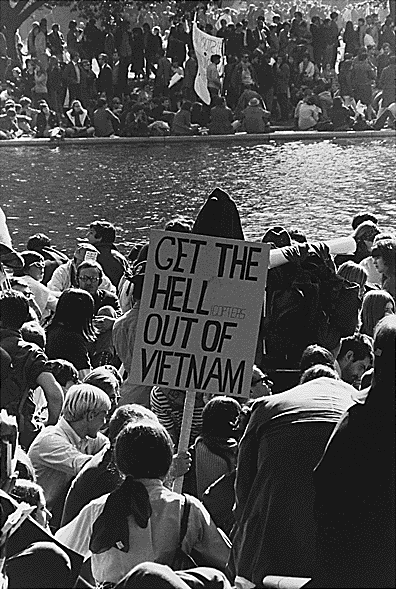
Protestas en Washington D.C en 1967

El 25 de marzo de 1967, el abanderado de los derechos civiles, Martin Luther King, protagonizó una marcha contra la guerra en la ciudad de Chicago a la que acudieron 5000 personas. Solo un mes después 400 000 personas marcharon por Nueva York con celebridades como el propio Martin Luther King, Benjamin Spock, James Bevel y el veterano de guerra Barry Crumb a la cabeza; ese mismo día 100 000 personas se manifestaron en San Francisco.
El 24 de abril, Abbie Hoffman y un grupo de manifestantes irrumpieron en la Bolsa de Nueva York lanzando puñados de dólares tanto verdaderos como falsos como forma de protestar contra la guerra y el sistema capitalista.
En el llamado Tribunal Russell, el 2 de mayo el premio Nobel Bertrand Russell denunció crímenes contra la humanidad perpetrados por Estados Unidos y sus aliados en Vietnam.
El verano de 1967, conocido como el Verano del amor fue especialmente intenso. Las encuestas empezaron a reflejar que ya eran una mayoría los estadounidenses que pensaban que "la guerra era un callejón sin salida". Actos contraculturales como el festival hippie en San Francisco que reunió a más de 200 000 personas llevaron a usar fuerzas militares contra los manifestantes. Incluso el astronauta Neil Armstrong y varios funcionarios de la NASA fueron abucheados durante una gira por América del Sur en diversas ocasiones al grito de ¡Asesinos fuera de Vietnam!
El 28 de agosto, el congresista Tim Lee Cárter declaró en el congreso:

Ahora que aún somos fuertes debemos traer a nuestros hombres a casa. El Vietcong lucha con fiereza y tenacidad porque lucha por su tierra, nosotros en cambio somos extranjeros que intervienen en la guerra civil de su país. Si tenemos que luchar, luchemos en defensa de nuestra patria, en nuestro propio hemisferio.

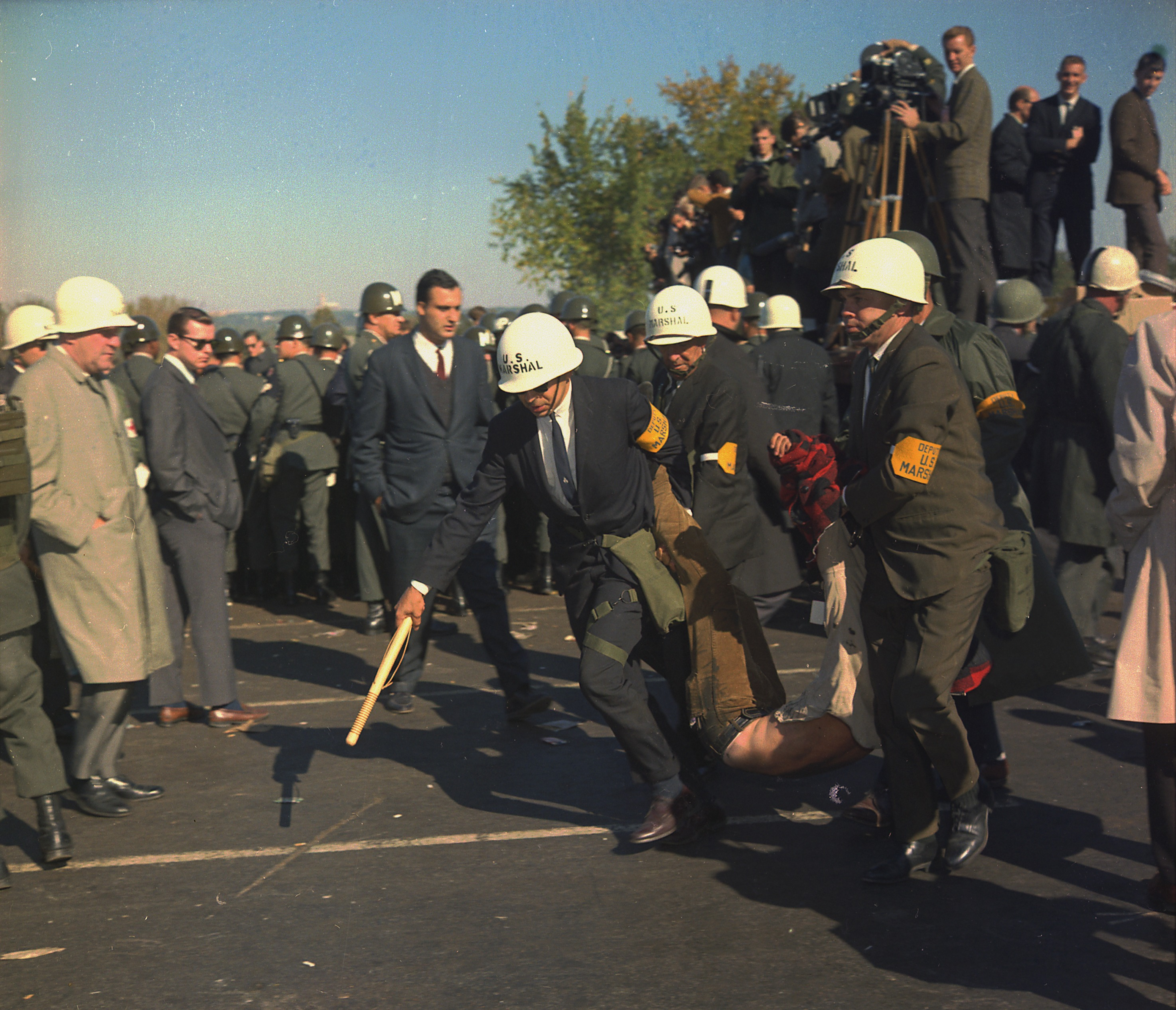
Detención de un manifestante el 22 de octubre de 1967

Transcurrido el verano, el 20 de septiembre en Washington una manifestación del PAS en el que participaban un millar de personas fue violentamente disuelta por la policía, lo cual desembocó en disturbios que empañaron la reputación de no violencia de la organización. En octubre un millar de reclutas protagonizó una devolución masiva de sus tarjetas militares en la ciudad californiana de Oakland; este tipo de eventos se repitió por todo el país. El Departamento de Justicia las recibió el día 20. También en octubre un grupo de 300 estudiantes de la Universidad de Wisconsin intentó impedir la celebración de un acto en el campus de Dow Chemical Company, empresa responsable de la fabricación del napalm destinado a Vietnam. La policía intervino y en los dos días de protestas hubo 68 heridos.
El 21 de octubre, un día después del incidente, 100 000 personas se manifestaron frente al monumento a Lincoln y más tarde al menos unas 50 000 rodearon el Pentágono. En esta última manifestación se produjeron actos de desobediencia civil y enfrentamientos entre la policía militar (MP) y manifestantes que se saldaron con 647 personas detenidas. Los participantes habían previsto el lanzamiento aéreo de 10 000 flores sobre el Pentágono pero esta acción fue abortada por agentes encubiertos; muchas de esas flores acabaron colocadas en los cañones de los fusiles de los hombres de la MP tal como recogen muchas famosas fotografías. Norman Mailer documentó los acontecimientos de este día en su novela Armies of the Night.
En noviembre se celebró en San Francisco, California, un referéndum no vinculante que planteaba la necesidad de una retirada militar inmediata. El 67 % de los electores votó en contra de esta medida, postura que fue tomada por el gobierno como un gesto de apoyo a la guerra.

### Protestas de 1968

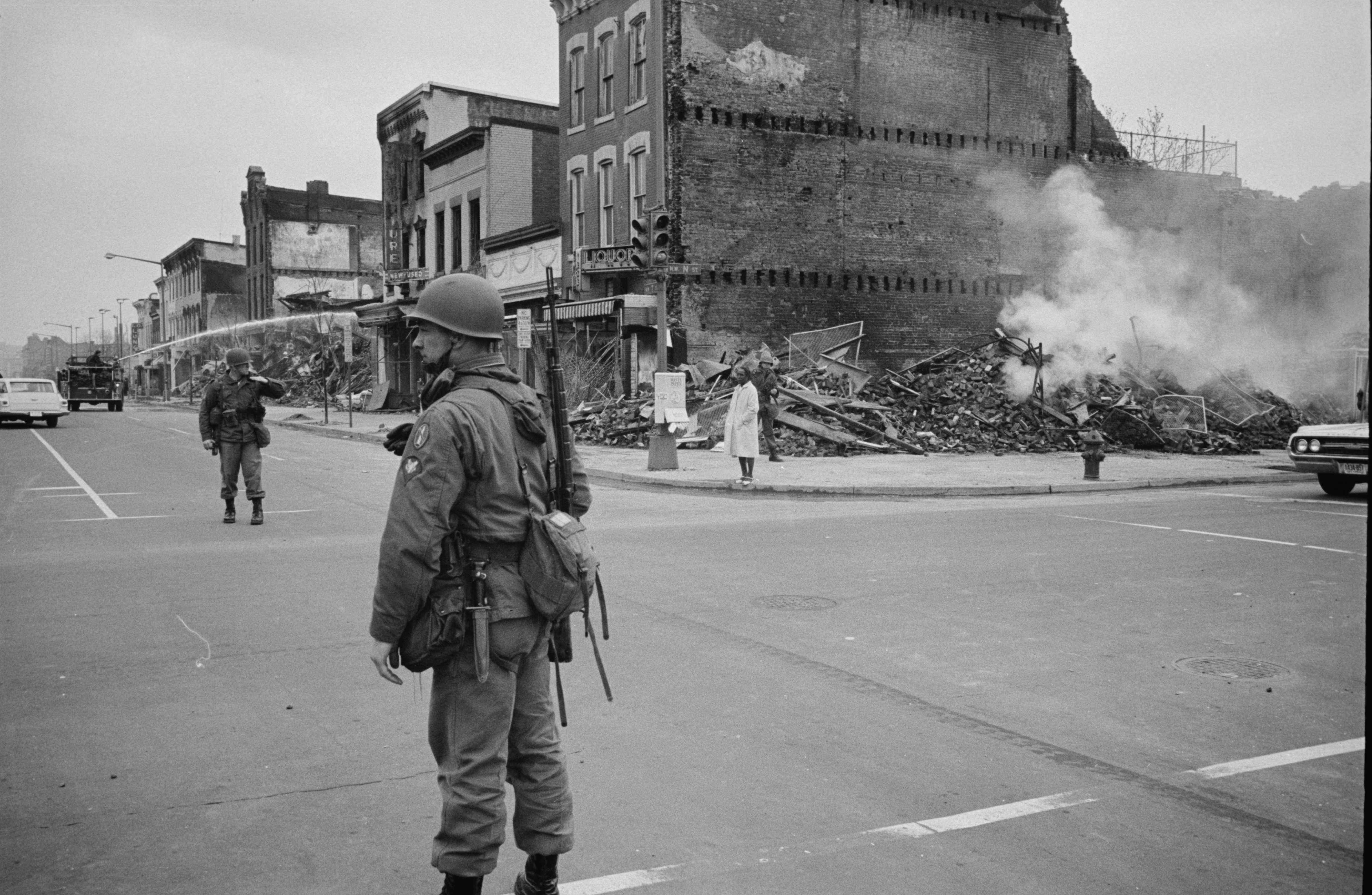
El asesinato de Martin Luther King provocó una oleada de violencia y protestas por todo el país. En la imagen, Washington D.C tras los disturbios de abril de 1968

El 15 de enero de 1968 más de 5000 mujeres se reunieron en DC para exigir la retirada de tropas, siendo la primera protesta contra la guerra exclusivamente femenina. Tres días después en una conferencia que se estaba celebrando en la Casa Blanca sobre delincuencia juvenil, uno de los asistentes, el cantante y actor Eartha Kitt increpó a la primera dama Lady Bird Johnson por la generación de jóvenes que estaban perdiendo la vida en Vietnam.
El 30 de enero se inició la Ofensiva del Tet, una gran ofensiva de Vietnam del Norte que aunque fracasada, sembró dudas en el gobierno estadounidense y minó la moral de la sociedad, a la cual se le había insistido en que la victoria estaba cerca. La credibilidad del gobierno cayó bruscamente y en febrero solo un 35 % de los estadounidenses apoyaba la intervención.
En marzo el candidato antibelicista Eugene McCarthy sorprendió al recibir una gran cantidad de votos adicionales a los esperados en las primarias del estado de Nuevo Hampshire, lo que generó más oposición a la guerra. El 16 de marzo, Robert Kennedy se unió a la carrera presidencial mostrando su rechazo a la guerra. Menos de tres meses después, el 5 de junio, fue asesinado a tiros después de haber conseguido una victoria decisiva en las primarias demócratas de California frente a McCarthy.
El 17 de marzo más de 10 000 personas se reunieron en la céntrica plaza londinense de Trafalgar Square para protestar de forma pacífica frente a la embajada de los Estados Unidos. Una gran fuerza policial los estaba esperando frente a la embajada; 200 personas fueron detenidas y 86 resultaron heridas en unos disturbios que el Ministerio de Asuntos Exteriores británico atribuyó a 100 miembros de la Liga de Estudiantes Socialistas Alemanes (SDS). A finales de este mes un 49 % de la población creía que la guerra era un error.
El 17 de abril se produjeron numerosos disturbios en Berkeley, California; la violenta represión policial encendió la mecha en numerosas ciudades europeas, destacando Berlín y París.
El 26 de abril, millones de estudiantes universitarios y de secundaria protagonizaron un boicot masivo en sus escuelas como muestra de oposición a la guerra. Durante la Convención Nacional Demócrata de agosto de 1968 se produjeron los célebres a la vez que trágicos disturbios de Chicago. El alcalde de Chicago, Richard J. Daley se mostró intrasigente con los manifestantes prohibiendo asambleas, mítines, marchas o reuniones en los espacios públicos y justificando el uso de la fuerza para "doblegar" a las masas. Unas 10 000 personas rodearon el pabellón en el que se estaba celebrando la convención para manifestarse contra la guerra; para responder a ello, Daley desplegó a 23 000 policías y unidades de la Guardia Nacional. Los manifestantes se enfrentaron a ellos en los aledaños de la convención desembocando en violentos disturbios y motines por toda la ciudad; durante los 6 días que duró la convención se libró una auténtica batalla entre manifestantes y policías por el control de las calles de la ciudad. Mientras se producían los enfrentamientos, el senador demócrata Abraham Ribicoff, dijo al público durante el nombramiento de George McGovern como aspirante demócrata a la carrera presidencial: 

Con George McGovern como presidente de los Estados Unidos, no tendríamos tácticas propias de la Gestapo en las calles de Chicago

A la vez que se retransmitía la Convención Demócrata, las protestas en las calles eran emitidas y vistas en directo por televisión; las cargas policiales contra los manifestantes cerca del Hotel Hilton se convirtieron en la viva imagen de los sucesos, pues a la vez que la policía cargaba, los manifestantes gritaban mientras eran filmados por la televisión:

¡El mundo entero está mirando!

Los ocho principales líderes antibelicistas fueron detenidos y acusados por el Fiscal de los Estados Unidos de conspiración por los motines. Las condenas a los llamados Chicago Eight y posteriormente Chicago Seven fueron anuladas en la apelación.
Fueron numerosos los factores que pueden explicar estos acontecimientos. Por un lado los manifestantes, que acababan de presenciar los acontecimientos en Europa, destacando el Mayo francés. Por otro lado las fuerzas del orden cuya dureza estaba en parte dirigida a evitar que se repitieran los graves disturbios ocurridos en abril de ese mismo año a causa del asesinato de Luther King que se había saldado con 39 muertos y más de 2000 detenidos solo en Chicago.

### Protestas de 1969

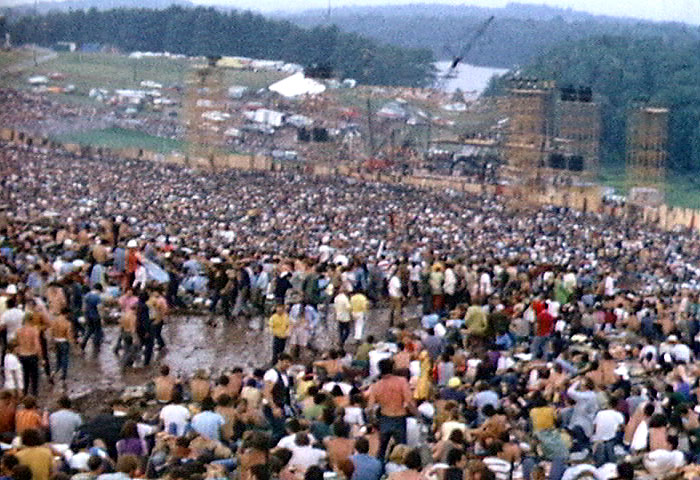
Festival de Woodstock. Celebrado en 1969 reunió a entre 400 000 y 500 000 personas, cuando la policía había previsto la llegada de 6000. Este acontecimiento se convirtió en símbolo del movimiento hippie y la contracultura estadounidense

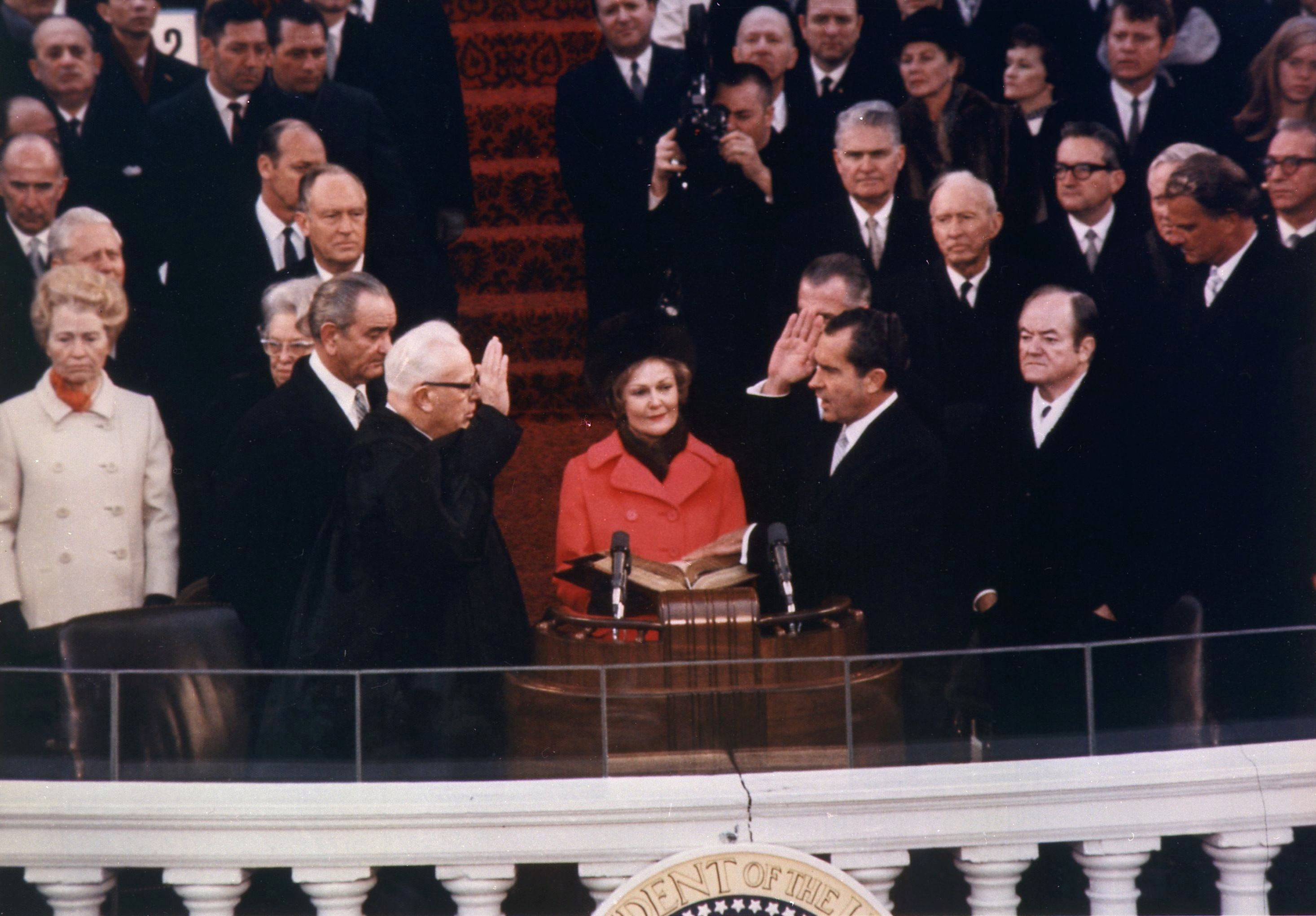
Toma de posesión de Richard Nixon el 20 de enero de 1969. Nixon inició el repliegue escalonado de Vietnam

Richard Nixon se convirtió en Presidente de los Estados Unidos el 20 de enero de 1969 con lo que se esperaba en un primer momento un giro respecto a la política llevada por su predecesor. 
A pesar del cambio presidencial, las protestas no se detuvieron y en marzo se produjo el primer incidente de importancia, cuando un grupo de estudiantes en Buffalo invadió una obra en construcción.
El 22 de mayo de 1969, Canadá anunció que sus funcionarios de inmigración no detendrían a los numerosos desertores militares procedentes de Estados Unidos que se presentaban en la frontera en busca de residencia permanente en Canadá.
Una encuesta de julio indicó que un 53% de los electores aprobaba la gestión de Nixon en Vietnam, contra un 30 % que lo desaprobaba.
El 15 de octubre de 1969 tuvieron lugar miles de manifestaciones para pedir la retirada de las tropas a lo largo de todo el país. Millones de ciudadanos estadounidenses pidieron el día libre en su trabajo para participar en manifestaciones locales repartidas por toda la nación. Estas eran las primeras manifestaciones importantes desde la llegada de Nixon al poder. El 15 de noviembre de 1969 aproximadamente 500 000 personas participaron en una gran manifestación en Washington D.C; una manifestación similar se produjo en San Francisco. Las protestas fueron organizadas por el Comité de Movilización Estudiantil y la New Mobilization Committee to End the War in Vietnam con el fin de exigir una vez más una retirada inmediata. En octubre un 58 % pensaba que la participación de Estados Unidos era un error.
En noviembre Jane Alpert y Samuel Melville protagonizaron varios ataques a oficinas de reclutamiento e instalaciones militares en Nueva York y sus alrededores, como forma de protesta. A mediados de mes estudiantes de la Universidad de Howard se manifestaron en DC.
En noviembre de 1969, cuando ya eran un 69 % los electores que se identificaban como pacifistas, Nixon anunció una retirada gradual de los más de 500 000 soldados que en ese momento combatían en Vietnam. La retirada se prolongaría más de cuatro años.

### Protestas de 1970

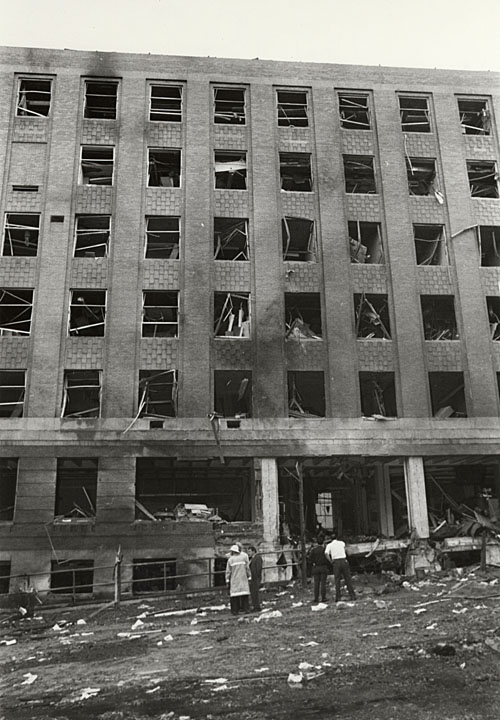
Estado de uno de los edificios de la Universidad de Wisconsin-Madison tras la explosión

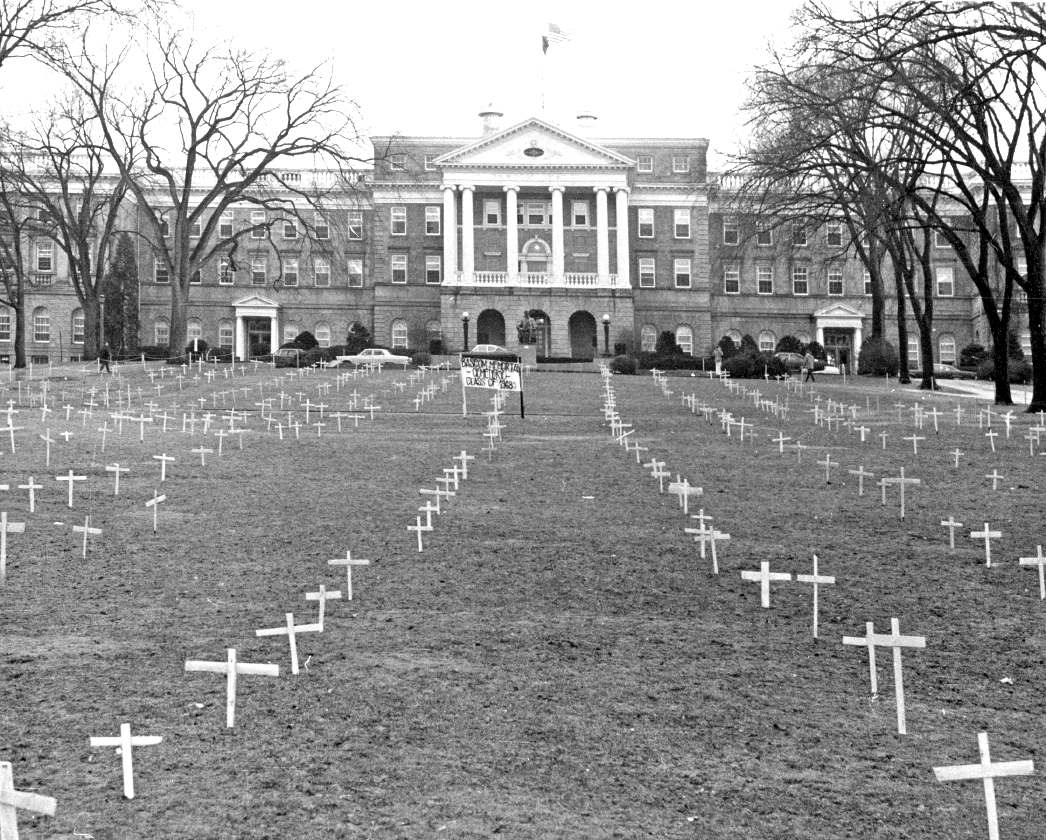
Memorial por los manifestantes fallecidos en las protestas contra la guerra en la Universidad de Wisconsin-Madison

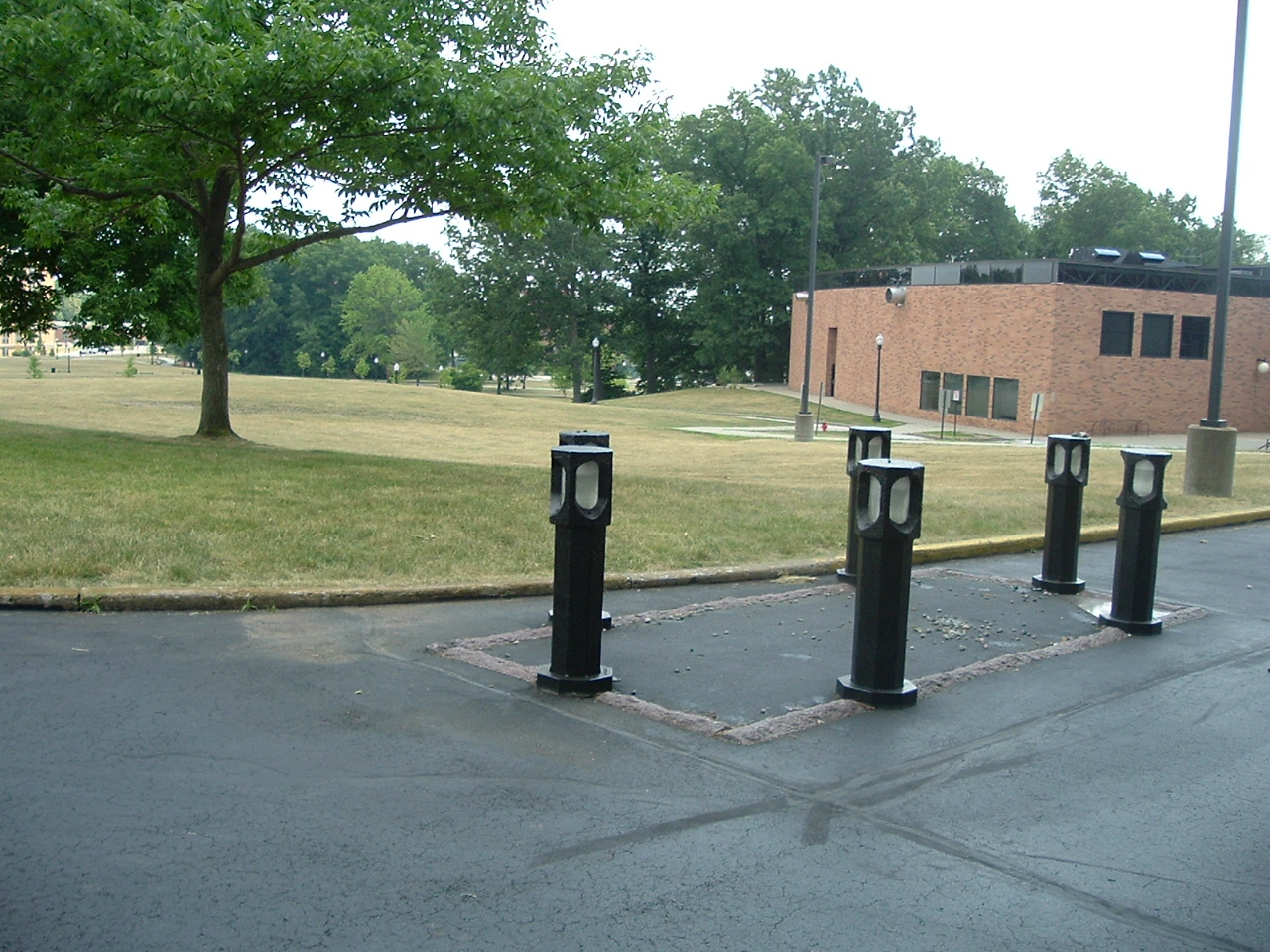
Memorial en la Universidad Estatal de Kent donde fueron asesinados cuatro estudiantes durante las protestas contra la invasión de Camboya

Estados Unidos inició 1970 con incursiones en Camboya y Laos, en el marco de la guerra de Vietnam. En respuesta a estos sucesos se organizaron nuevas oleadas de protestas. En una de esas protestas celebrada en la Universidad Estatal de Kent en el estado de Ohio, la Guardia Nacional irrumpió y comenzó a disparar sobre los manifestantes allí reunidos. 4 estudiantes fueron asesinados y 9 resultaron gravemente heridos ese 4 de mayo de 1970. La reacción no se hizo esperar y días después 100 000 manifestantes se reunieron en Washington D.C para protestar por la invasión de Camboya y el asesinato de los estudiantes de Ohio. A pesar de la rápida acción policial, los manifestantes demostraron la gran velocidad a la que eran capaces de reunirse contándose por miles. La policía rodeó la Casa Blanca con autobuses para bloquear la entrada a los manifestantes. A la mañana siguiente en un intento por calmar los ánimos el presidente Nixon mantuvo una breve reunión con algunos de los manifestantes en el Monumento a Lincoln, pero fue en vano y la protesta continuó como estaba previsto.
Se convocó una huelga de estudiantes por todo el país, la cual fue secundada por más de cuatro millones de estudiantes en más de 450 universidades, institutos y escuelas, convirtiéndose en el primer y mayor paro nacional estudiantil en la historia de Estados Unidos.
Una encuesta de Gallup publicada en mayo mostró que un 56 % de los ciudadanos pensaba que el envío de tropas había sido un error.
El 13 de junio, el presidente Nixon estableció una comisión dirigida a acabar con el incesante brote de violencia, desorden y disidencia en las universidades. El 24 de agosto de 1970 a las 3:40 de la mañana una camioneta llena de explosivos estalló en el campus de la Universidad de Wisconsin-Madison.
Para evitar la violencia potencial que planteaban las protestas contra la guerra, el gobierno patrocinó un festival de rock cerca de Portland, Oregón entre agosto y septiembre con el objetivo de atraer 100 000 participantes. El festival, organizado por el grupo People's Army Jamboree y el gobernador del estado, Tom McCall, fue planteado cuando el FBI alertó al gobernador que la próxima aparición de Nixon en un acto de la Legión Americana en Portland podría acabar en unos disturbios semejantes a los ocurridos en Chicago en 1968.
En California, el 29 de agosto unos 25 000 estadounidenses de origen mexicano en su mayoría, participaron en la mayor manifestación antibélica celebrada en Los Ángeles. La policía los atacó con cargas y gases lacrimógenos, matando a dos personas. Momentos después de dispersar a los manifestantes, un grupo de agentes entraron en un bar cercano, donde dispararon y asesinaron a Rubén Salazar con un proyectil de gas lacrimógeno. Salazar era columnista de Los Angeles Times y director de noticias de KMEX.

### Protestas entre 1971 y 1975

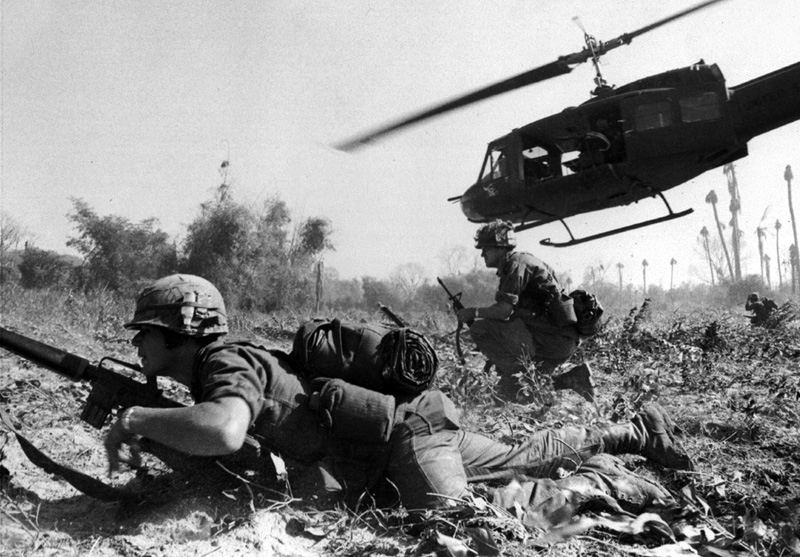
58 220 estadounidenses perdieron la vida en Vietnam y 303 664 resultaron heridos

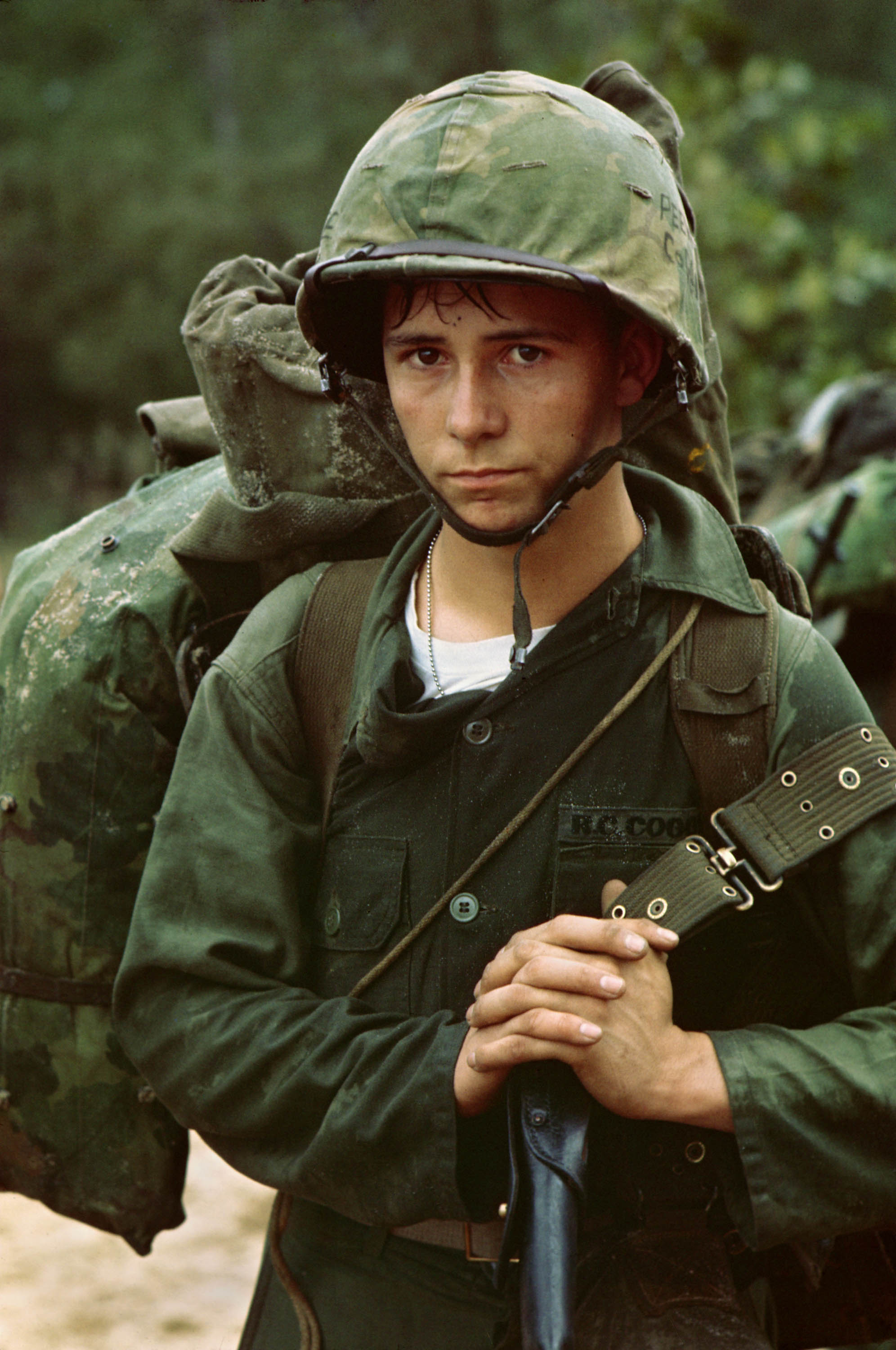
Durante los años de guerra entre 80 000 y 206 000 reclutas desertaron, unos 500 000 soldados abandonaron el ejército y 563 000 se licenciaron sin honores por desobediencia

El 23 de abril de 1971, varios grupos de veteranos de Vietnam, arrojaron más de 700 medallas por las escaleras del Capitolio. El 24, al día siguiente, las organizaciones pacifistas anunciaron que más de 500 000 personas se habían manifestado por Washington, siendo la mayor manifestación desde noviembre de 1969.
Dos semanas después, el 5 de mayo de 1146 personas fueron detenidas cuando los manifestantes intentaron bloquear el Congreso de los Estados Unidos. Con estas detenciones, el total de detenidos por las protestas superó las 12 000. Entre los detenidos del 5 de mayo se encontraba Abbie Hoffman, arrestado por resistencia y supuesta agresión a un policía.
Ese mismo mes, la tribu urbana SOS organizó una semana de protestas en la capital con el objetivo de paralizar la ciudad con tácticas no violentas como la obstrucción del tráfico. En solo tres días de acciones no violentas fueron detenidas más de 13 500 personas solo en Washington, más que en todos los años anteriores juntos de protestas en todo el país.
En agosto de 1971, el grupo conocido como The Camden 28, una organización formada por católicos de izquierda, obreros y 5 sacerdotes, asaltó en Camden, New Jersey una oficina de reclutamiento del ejército con el objetivo de destruir informes, perfiles y otros documentos.

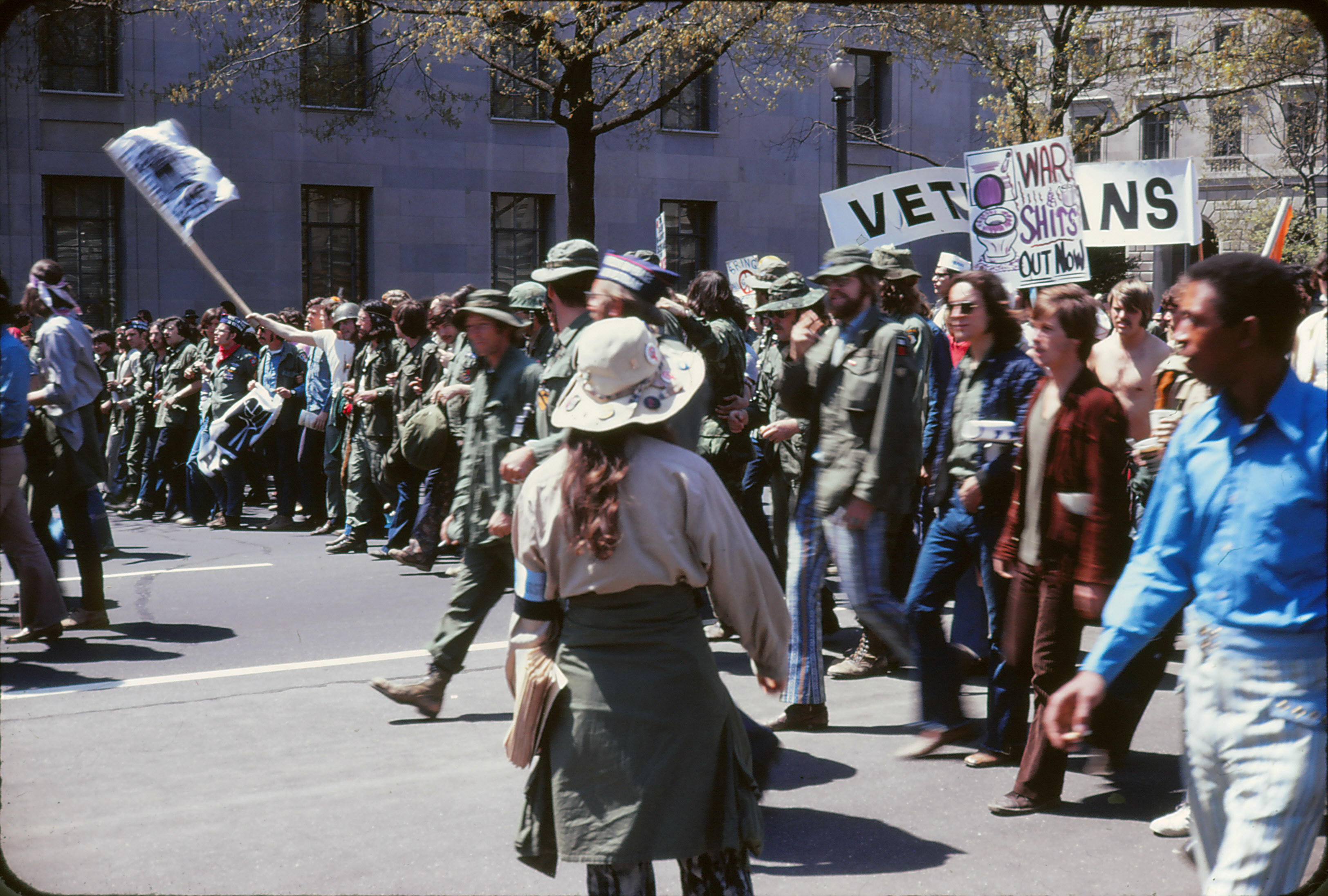
Manifestación por Washington D. C. el 24 de abril de 1971

El 29 de marzo de 1972, 166 personas, entre ellos varios seminaristas, fueron detenidos en Harrisburg, en el estado de Pensilvania, por rodear, formando una cadena humana, el Palacio Federal de Justicia en protesta por el juicio a los llamados Harrisburg Seven. Un mes después, en respuesta a la escalada de bombardeos en Vietnam, los estudiantes de numerosos colegios y universidades de todo el país protestaron con nuevas movilizaciones que tuvieron como epicentros Nueva York, San Francisco y Los Ángeles. Las protestas se extenderían a varios países más.
El 13 de mayo de 1972, las protestas se extendieron de nuevo por todo Estados Unidos cuando Nixon anunció su decisión de minar los puertos norvietnamitas y lanzar nuevos ataques aéreos en la llamada Operación Linebacker.
El 20 de enero de 1973, miles de manifestantes marcharon por Washington ante la toma de posesión de Nixon tras su reelección y contra lo que consideraban bombardeos indiscriminados por el lanzamiento en diciembre de más de 36 000 toneladas de bombas en Vietnam.
El 6 de julio cuatro monjas se detuvieron frente a la Casa Blanca, se arrodillaron y comenzaron a orar como forma de protesta. Este gesto marcaría un precedente y pronto se convirtió en una forma habitual de resistencia; por estas acciones fueron detenidos 158 manifestantes.
Con los Tratados de París, Estados Unidos terminó la retirada de sus tropas y con ellas las protestas se fueron diluyendo. No obstante la guerra proseguiría hasta 1975. El 30 de abril de 1975, la paz llegaría de manera oficial a Vietnam tras la caída de Saigón y la victoria de Vietnam del Norte. El 11 de mayo de 1975, más de 80 000 personas celebraron el fin de la guerra en Central Park, Nueva York.

## Vigilancia y acoso de agencias gubernamentales
El gobierno de Estados Unidos a través de sus agencias policiales y de inteligencia, principalmente el FBI y la CIA, aunque también a través de la NSA y el Departamento de Defensa, vigiló e intentó desestabilizar el movimiento pacifista. 
El FBI, con su programa COINTELPRO, intentó infiltrarse, espiar, desestabilizar, neutralizar, desacreditar y eliminar a las organizaciones antibélicas, en la creencia de su director, J. Edgar Hoover, de que detrás de ellas se encontraban «agentes extranjeros» y «comunistas»; cientos de agentes se infiltraron en organizaciones dentro del movimiento pacifista. COINTELPRO llevaba una década activo y sus actividades contra el movimiento antibélico se unieron a las ya realizadas contra organizaciones de izquierda, feministas, anticolonialistas, o defensoras de los derechos civiles, vistas como «organizaciones subversivas»; el FBI temía especialmente la confluencia del movimiento pacifista con el de los derechos civiles liderado por Martin Luther King.
La Agencia Central de Inteligencia (CIA), creó también varios planes de vigilancia interna contra los principales líderes y organizaciones del movimiento, a pesar de que la ley prohibía expresamente a la CIA realizar actividades de inteligencia dentro de Estados Unidos. El principal programa de vigilancia de la CIA fue la operación MHCHAOS, que creó una base de datos con más de 300 000 personas y 1000 organizaciones «ilegales y subversivas»; también contaba con fichas detalladas de 7200 personas. Asimismo la CIA se infiltró, manejó y creó diversas organizaciones bajo una fachada de ser organizaciones estudiantiles contra la guerra, con el fin de intentar dirigir al movimiento pacifista.
El programa COINTELPRO del FBI fue descubierto por los activistas tras haber robado un grupo de ellos documentos confidenciales en una oficina de campo en 1971. El programa MHCHAOS de la CIA se suspendió en 1972 tras el escándalo Watergate y sería revelado al público por el periodista Seymour Hersh en 1974. Las operaciones del FBI y la CIA fueron investigadas entre 1975 y 1976 por el Comité Church del Senado, dirigido por el senador demócrata Frank Church. La NSA, a través de sus proyectos MINARET y SHAMROCK, centró sus esfuerzos en vigilar a unas 1650 personas, muchas de ellas prominentes opositores a la guerra, como Luther King, Jane Fonda o el propio senador Church.

## ElDraft

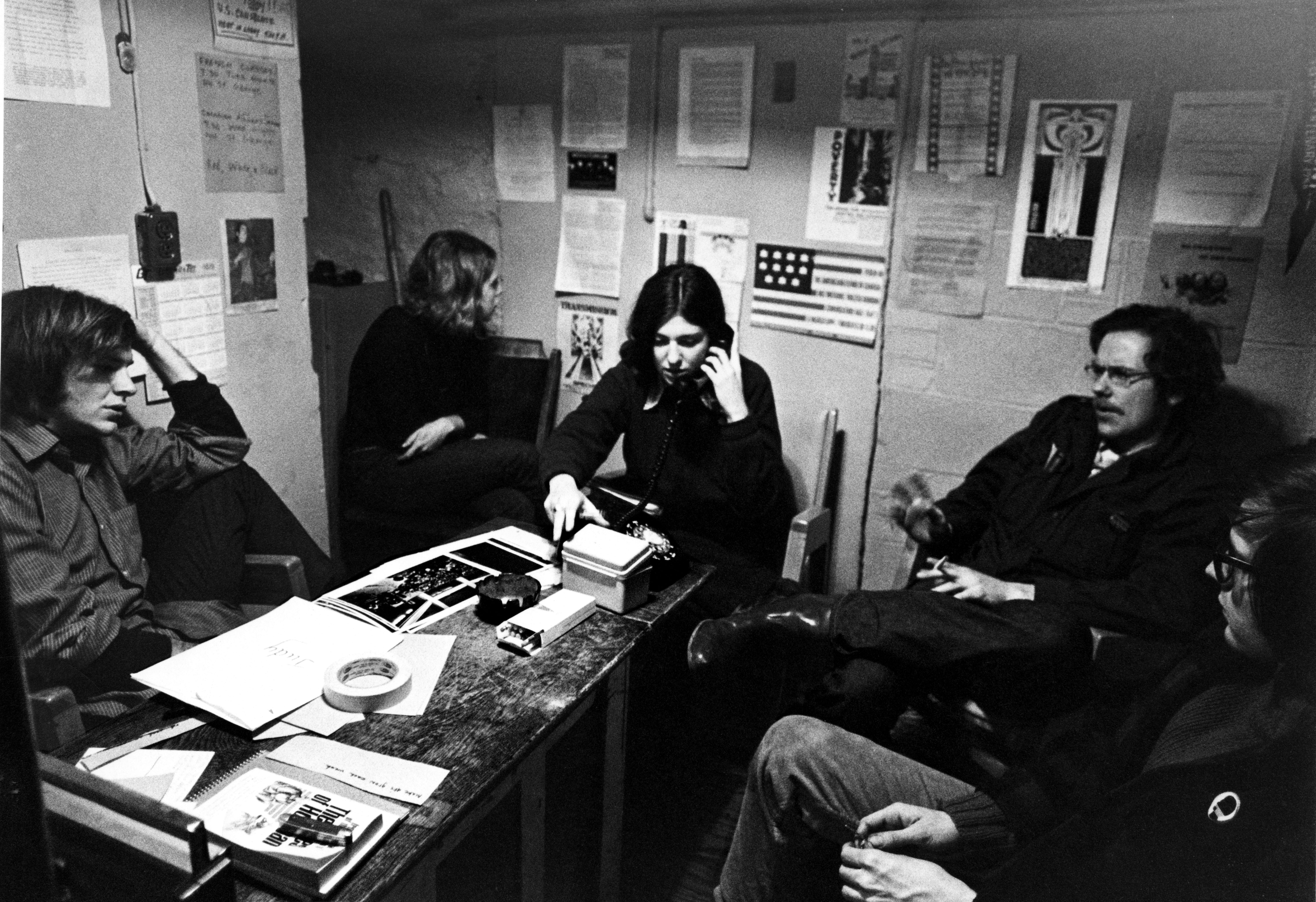
Fotografía de desertores estadounidenses huidos a Canadá para evitar su elección en el Draft siendo asesorados por el escritor estadounidenses Mark Satin (a la izquierda de la imagen) en la oficina del Programa de Lucha contra el Draft (Anti-Draft Programme) de Toronto, agosto de 1967

Las protestas contra el Draft —nombre del organismo de selección de personal para realizar el servicio militar obligatorio— se iniciaron el 5 de mayo de 1965. Activistas estudiantiles de la Universidad de California protestaron en Berkeley contra la junta de reclutamiento del lugar; 40 estudiantes quemaron sus cartillas de reclutamiento, siendo la primera quema pública de estos documentos en Estados Unidos. En ese momento, solo una pequeña fracción de los hombres aptos para el servicio —varones de entre 18 y 26 años— habían sido reclutados, pero las distintas oficinas del Sistema de Servicio Selectivo (Selective Service System) en cada localidad no tenían directrices claras sobre a qué personas debían reclutar y a quiénes eximir. A finales de julio de 1965, Johnson dobló el número de jóvenes que debían ser reclutados, subiendo la cuota de 17 000 a 35 000 mensuales; el 31 de agosto de ese año firmó una ley que consideraba un crimen la quema de las cartillas militares.
En 1967, se llamaba a filas a unos 40 000 hombres cada mes, lo que favoreció el nacimiento de un movimiento de resistencia creciente. El Draft estaba diseñado de tal forma que favorecía a los hombres blancos y con recursos económicos, mientras que a aquellas personas de clase baja, sobre todo afroamericanos, los obligaba a servir en tasas desproporcionadas en comparación a su peso en la sociedad en general. Aunque en 1967 el grupo de población candidata a realizar el servicio militar obligatorio se componía en un 29 % de negros y en un 63 % de blancos, el 64 % de los negros era seleccionado, mientras que el porcentaje de blancos apenas llegaba al 31 % —de estas cifras se desprende que el número absoluto de reclutas blancos y negros era similar, a pesar de que los blancos triplicaban en candidatos a los negros; esto provocó que una proporción significativa de los soldados que combatían en primera línea en Vietnam fueran afroamericanos. A finales de la década de 1960 más de 210 000 hombres habían sido acusados de diversos delitos contra el Draft, de los cuales 25 000 fueron procesados.
El primer sorteo al azar para reclutar personal desde la Segunda Guerra Mundial en Estados Unidos se realizó el 1 de diciembre de 1969 y levantó una gran ola de protestas y polémicas; los análisis estadísticos mostraron que la metodología empleada no llevaba a un sorteo justo, sino que perjudicaba a las personas que cumplían años en meses más tardíos. Este tema fue tratado en profundidad en un artículo en el New York Times del 4 de enero de 1970 que concluyó que el sorteo no fue al azar. Varios grupos antibélicos abrieron centros y proyectos de asesoramiento donde aconsejaban y asesoraban a los jóvenes sobre cómo evitar el reclutamiento, tanto con método legales como ilegales.
Durante la guerra de Vietnam más de 30 000 personas abandonaron el país para evitar el servicio militar, que a la gran mayoría los habría conducido a combatir en Vietnam; los destinos principales eran Canadá, Suecia y México, aunque también se organizaron en países como Japón asociaciones para ayudar y acoger a desertores estadounidenses. Personas con recursos económicos se matriculaban en las universidades, con lo que conseguían un aplazamiento que podía convertirse en exención si permanecían en los campus hasta los 26 años. Otros optaban por casarse, con lo que quedaban libres de toda obligación militar. Algunos hombres eran rechazados por sus condiciones físicas, psíquicas o morales, mientras que otros optaban por enrolarse en la Guardia Nacional o en el Cuerpo de Paz, como forma de evitar servir en Vietnam. De esta forma era a menudo la población pobre la que acababa combatiendo en Vietnam. En aquellos años, una forma de evitar el servicio era simplemente declarándose homosexual, pero el estigma que provocaba a ojos de la sociedad de entonces hizo que pocos jóvenes contemplaran esa opción.
Entre los soldados que sirvieron en la guerra hubo una creciente oposición al conflicto, lo que se tradujo en numerosos casos de fragging —el asesinato encubierto de oficiales por sus propios soldados— y otras actividades que minaron la capacidad bélica de Estados Unidos. Asimismo la mayoría de reclutas sentían que estaban arriesgando su vida a pesar de no contar con muchos privilegios en su sociedad, pues en muchos estados podían ser reclutados antes de poder beber alcohol legalmente o votar en las elecciones. En muchos campus universitarios los estudiantes atacaban las oficinas de reclutamiento y forzaban su expulsión. Muchos estadounidenses mayores o no aptos para ser obligados a servir apoyaron a los jóvenes opositores; las tácticas más comunes eran resistirse al pago de impuestos que financiaban la guerra; a partir de 1972, entre 200 000 y 500 000 personas se negaban a pagar los impuestos al consumo aplicables a sus facturas telefónicas, mientras que unos 20 000 evitaban pagar impuestos sobre la renta. Entre estos objetores se encontraban Joan Baez y Noam Chomsky.

## Efectos de las protestas

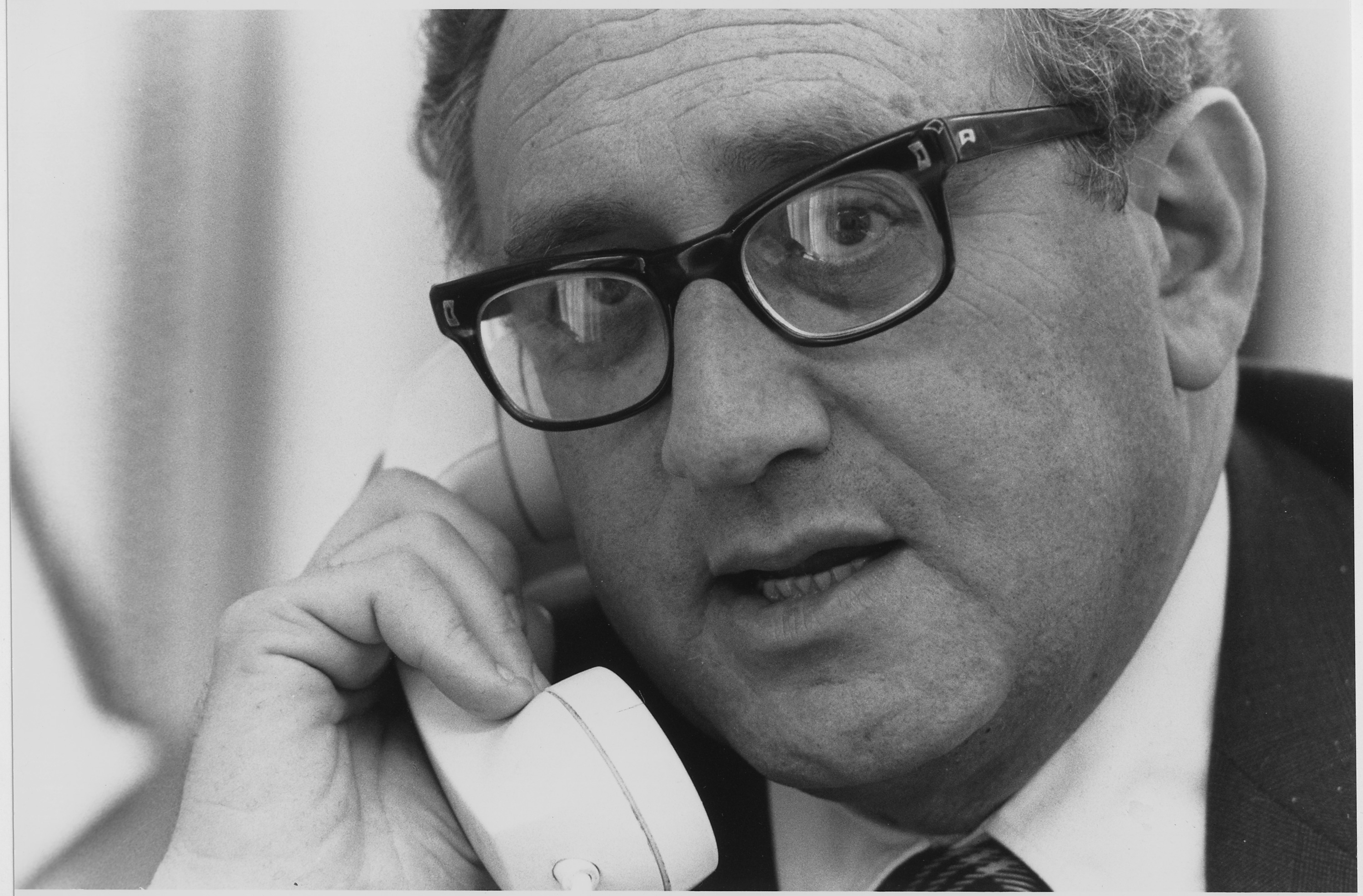
Henry Kissinger (en la imagen) fue ninguneado por una mayoría de los presentes durante su discurso de apertura en la Universidad de Brown de 1969, cuando era Consejero de Seguridad Nacional, como gesto de oposición a la guerra.

La oposición a la participación de EE. UU. en la guerra de Vietnam tuvo muchos efectos; el historiador Howard Zinn, en su libro A People's History of the United States, dice: «en el curso de la guerra, se desarrolló en Estados Unidos el mayor movimiento contra la guerra que la nación jamás había experimentado, un movimiento que jugó un importante papel en el fin de esta».
Uno de los efectos más notables fue el menor número de soldados disponibles para engrosar las filas del ejército. Zinn cita una nota escrita por un estudiante de la Universidad de Boston del 1 de mayo de 1968 remitida a la junta de reclutamiento de su universidad: «no tengo absolutamente ninguna intención de registrarme, ni de alistarme, ni de ayudar de cualquier manera el esfuerzo de guerra estadounidense contra el pueblo de Vietnam». Las denegaciones en última instancia se dispararon, hasta el punto de darse casos como en el centro de reclutamiento de Oakland donde se reclutaba a jóvenes de todo el norte de California: en 1969 de los 4400 hombres llamados a filas solo se presentaron 2000, menos de la mitad. En el primer trimestre de 1970, el Sistema de Servicio Selectivo no pudo, por primera vez, cubrir la cuota mínima fijada. Las protestas también se dirigieron contra el ROTC, el Cuerpo de Entrenamiento de Oficiales de la Reserva, que tuvo que suspender sus programas en más de cuarenta college y universidades y cuya membresía de estudiantes universitarios cayó de 191 749 en 1966 a 72 459 en 1973. En la ceremonia de apertura del curso de 1969 de la prestigiosa Universidad de Brown, dos tercios de los graduados dieron la espalda a Henry Kissinger cuando este se levantó para pronunciar su discurso.
Otro efecto claramente visible fue el creciente alineamiento de los soldados que combatían o habían combatido en Vietnam con los movimientos de resistencia, al tiempo que rechazaban lo que habían hecho. Zinn afirma que por ejemplo en un campo de prisioneros los soldados montaron un comité de paz y en una de las declaraciones de uno de los soldados se podía leer: «hasta que llegamos al primer campamento no vimos ni un pueblo intacto; todos habían sido destruidos. Me senté, me puse en medio y me pregunté: ¿esto está bien o mal? ¿destruir aldeas es lo correcto? ¿lo es matar gente en masa? Transcurrido un tiempo esto acabó conmigo».

## Evolución de la opinión pública
| Mes y año         | Porcentaje |
| ----------------- | ---------- |
| Agosto de 1965    | 61%        |
| Marzo de 1966     | 59%        |
| Mayo de 1966      | 49%        |
| Noviembre de 1966 | 51%        |
| Febrero de 1967   | 52%        |
| Julio de 1967     | 48%        |
| Octubre de 1967   | 46%        |
| Diciembre de 1967 | 48%        |
| Febrero de 1968   | 42%        |
| Abril de 1968     | 40%        |
| Octubre de 1968   | 37%        |
| Febrero de 1969   | 39%        |
| Octubre de 1969   | 32%        |
| Enero de 1970     | 33%        |
| Mayo de 1970      | 36%        |
| Enero de 1971     | 31%        |
| Mayo de 1971      | 28%        |

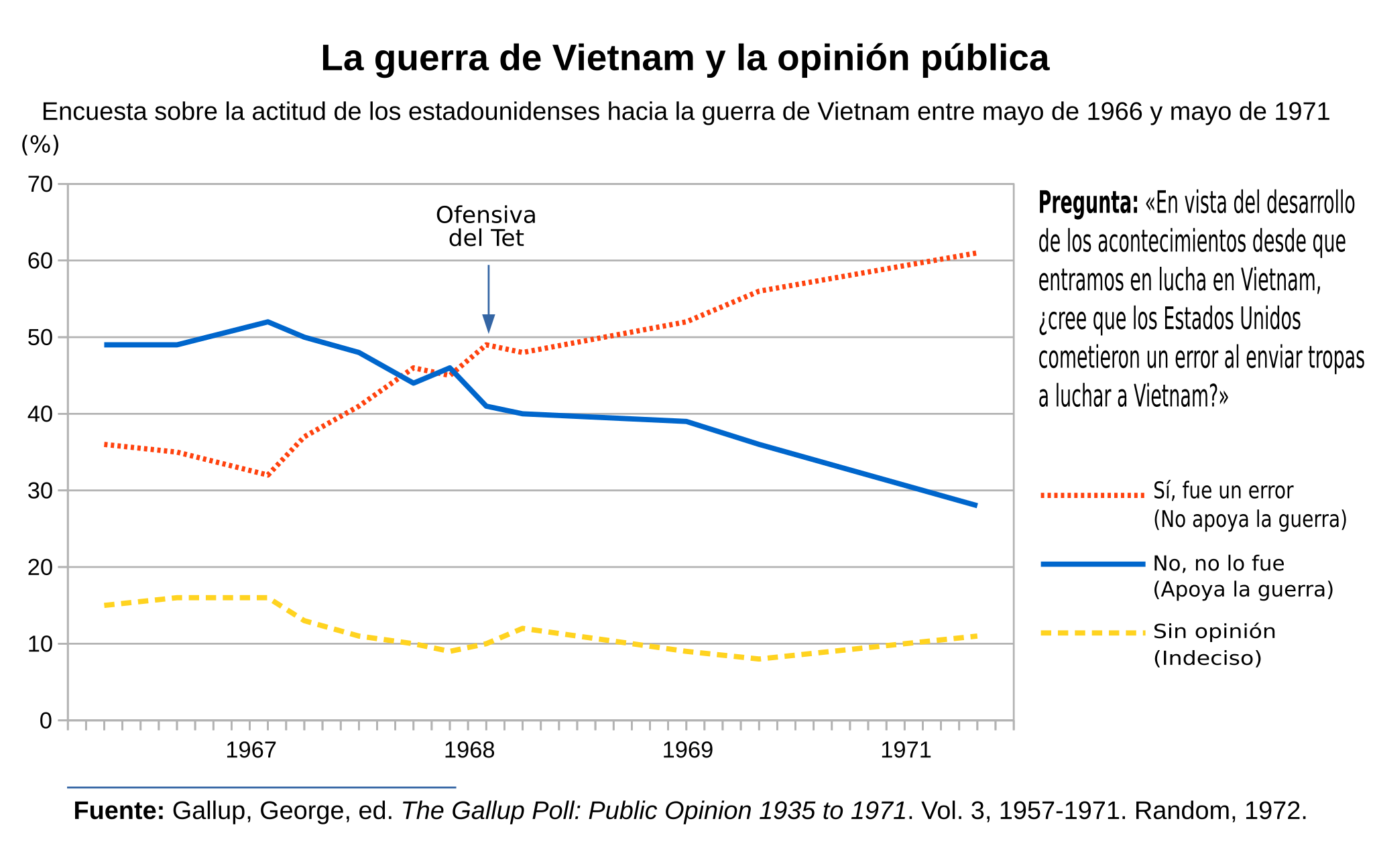
La actitud de los estadounidenses hacia la guerra de Vietnam entre mayo de 1966 y mayo de 1971 según encuestas de opinón pública.

El apoyo de la población a la guerra disminuyó a medida que la guerra se extendía, sobre todo durante el final de la década de los sesenta y principios de los años setenta.
William L. Lunch y Peter W. Sperlich recogieron datos de la opinión pública que medían el apoyo al envío de tropas entre 1965 y 1971. El apoyo a la guerra se midió con la formulación de la siguiente pregunta: «En vista de los acontecimientos ocurridos desde la entrada de Estados Unidos en la guerra de Vietnam, ¿Cree que los Estados Unidos cometieron un error al enviar tropas a combatir a Vietnam?»
En la gráfica se muestran los resultados obtenidos; los resultados solo se extienden hasta 1971, cuando Gallup dejó de realizar encuestas de este tipo.

## Razones de la oposición
Los principales argumentos que esgrimían los opositores a la guerra recaían principalmente en las prácticas ilegales de la intervención estadounidense en Vietnam; la devastación que sufría el sudeste asiático, los problemas éticos, morales y paradigmas que planteaba la guerra y la existencia de una fuerte resistencia al reclutamiento aleatorio, práctica no utilizada desde la Segunda Guerra Mundial.
El Draft, como eran llamados los procesos de reclutamiento, generó fuertes críticas desde su instauración en 1965, principalmente por los jóvenes que a la vez eran los mayores afectados. El sentimiento dominante era el de una injusta administración del proceso de reclutamiento (corrupción) que tendía a discriminar a los afroamericanos y a la población obrera. Los objetores de conciencia, a pesar de su número relativamente pequeño, también desempeñaron un papel muy activo.
La oposición a la guerra surgió en una época de activismo estudiantil y social sin precedentes, tanto en Estados Unidos como en Europa, del que surgirían los movimientos por la libertad de expresión o el movimiento por los derechos civiles (en Estados Unidos). La instauración del servicio militar movilizó a los estudiantes (baby boomers), segmento de la población con mayor riesgo de ser llamados a filas, pero esta oposición se fue extendiendo progresivamente a los más variados sectores representativos de la población estadounidense. Esta creciente oposición se atribuye en parte a un mayor acceso a la información de la población y una amplia cobertura televisiva del conflicto sin censura, pues al no haber declarado Estados Unidos la guerra de manera oficial a Vietnam del Norte, no podía ser aplicada la censura oficial.
Más allá de la oposición, los manifestantes calificaron la guerra como inmoral. Este imperativo moral fue especialmente popular entre los estudiantes universitarios. En un artículo de Schuman titulado Two Sources of Antiwar Sentiment in America, este encontró que los estudiantes eran más propensos a calificar la intervención estadounidense como inmoral e imperialista en comparación con el resto de la ciudadanía. Las muertes de civiles, minimizadas u ocultadas por los medios de comunicación occidentales, se convirtieron en argumentos habituales de protesta cuando las evidencias fotográficas de estas matanzas salieron a la luz. Especialmente incendiaria fue la foto en la que el general Nguyễn Ngọc Loan, jefe de la policía nacional de Vietnam del Sur, apuntaba con una pistola la cabeza de un supuesto miembro del Vietcong, momentos antes de matarlo, durante la Ofensiva del Tet.
Otro argumento de los opositores era la percepción de que la intervención estadounidense, que había sido justificada por la supuesta "amenaza del comunismo" y la teoría del dominó, no estaba legalmente justificada. Un número creciente de estadounidenses pensaban que la amenaza comunista había sido utilizada como una falacia para ocultar las intenciones imperialistas; otros pensaban simplemente que la intervención estaba fuera de lugar en un país con fuertes luchas internas.
Además, la amplia cobertura mediática sacudió la confianza de los ciudadanos en su país. Las nuevas tecnologías de la comunicación, como la televisión, trasladó el conflicto casi en directo a las casas de los estadounidenses. Allen Gutman ilustró esta afirmación con su frase :

La conclusión de que la guerra está perdida se desprende inevitablemente de los hechos

Por primera vez en la historia de Estados Unidos, los medios tuvieron el privilegio de distribuir imágenes de los campos de batalla y el día a día de los soldados. El numeroso material gráfico presentado en telediarios y noticias de batallas y muertos eliminaron cualquier mito sobre la gloria de la guerra. Sin señales claras de una posible victoria y las numerosas bajas militares estimularon la oposición. A pesar de todo, fueron muy numerosas las voces que denunciaban la censura por parte de los medios de las imágenes más brutales del conflicto.

## Polarización de la sociedad
Si el alma de Estados Unidos se llega a envenenar totalmente, en algún lugar de la autopsia se deberá leer "Vietnam". Una nación que continúa año tras año gastando más dinero en Defensa que en programas de mejora sociales avanza hacia la muerte espiritual. Esta necesidad de mantener la estabilidad social para nuestras inversiones es la culpable de las acciones contrarrevolucionarias de las fuerzas estadounidenses en Guatemala y de que se estén usando helicópteros estadounidenses contra la guerrilla en Camboya y de que el napalm y los boinas verdes estadounidenses ya hayan atacado a los rebeldes en Perú. Me preguntaban si nuestra nación no estaría empleando dosis masivas de violencia para resolver sus problemas y provocar los cambios que quiere. Sus preguntas me afectaron y supe que ya no podría volver a alzar la voz contra la violencia que sufren los oprimidos en los guetos sin hablar primero con claridad del mayor generador de violencia del mundo hoy en día: mi propio gobierno.
Fragmento de un discurso de Marthin Luther King

Con la guerra Estados Unidos se polarizó. Muchos partidarios de la intervención estadounidense la justificaban apoyándose en la llamada Teoría del Dominó, una teoría que consistía en la creencia de que si un país se convertía en comunista, los países limítrofes no tardarían en caer del lado soviético, como fichas de dominó cayendo una tras otra. Esta teoría tuvo su origen en la experiencia vivida en Europa tras la Segunda Guerra Mundial, cuando Europa del Este cayó bajo la esfera soviética. Sin embargo y en contraposición, los críticos militares señalaban que la guerra de Vietnam no era militar, sino política, al carecer de un objetivo militar claro. Otros críticos señalaban que el gobierno de Vietnam del Sur carecía de ninguna legitimidad política o que el apoyo a la guerra era algo inmoral.
Los medios de comunicación también jugaron un importante papel en la polarización de la opinión de la sociedad. Hasta 1965 los medios centraban su atención en las tácticas militares empleadas sin atender a si la intervención era o no necesaria a gran escala. No fue hasta 1966 cuando los medios de comunicación empezaron a cubrir las disensiones y controversias que existían dentro de los propios Estados Unidos, pero aún quedaban excluidos los movimientos de protesta y disidencia.